# La Boissière-École
La Boissière-École est une commune française située dans le département des Yvelines en région Île-de-France.

## Géographie

### Situation
La commune se situe dans le sud-ouest du département des Yvelines, en limite du département d'Eure-et-Loir. Elle se trouve aussi au sud-ouest du massif forestier de Rambouillet qui couvre plus des deux-tiers du territoire communal.

### Hameaux de la commune
Le village est très étendu, partagé entre le lieu-dit de la Basse-Boissière où se trouve le château de La Boissière et l'accès à l'école Olympe-Hériot et la Haute-Boissière qui constituent le cœur du village avec la grande majorité des habitants. Deux écarts se situent à l'ouest du centre-village, Mauzaize et la Gâtine. Une autre partie sur le lieu-dit de l'Épinette dépend de la commune avec quelques maisons de construction bois qui font la particularité de cette zone du village.

### Communes voisines
Les communes limitrophes sont Adainville au nord, Condé-sur-Vesgre au nord-nord-est, Saint-Léger-en-Yvelines au nord-est, Poigny-la-Forêt à l'est, Hermeray au sud-est, Mittainville au sud-ouest, Faverolles (Eure-et-Loir) à l'ouest, Le Tartre-Gaudran à l'ouest - nord-ouest et La Hauteville au nord-ouest.

### Transports et voies de communications
Il y a des bus qui passent à la Boissière-École comme le 20 qui va vers Rambouillet et le 60 qui passe par la ferme de la Boissière-École

#### Réseau routier
Le territoire communal est traversé par la route départementale 71 qui relie du nord au sud Condé-sur-Vesgre à Mittainville et la route départementale 80 qui mène de Gazeran à l'est à Faverolles et l'Eure-et-Loir à l'ouest.

#### Desserte ferroviaire
La gare SNCF la plus proche est la gare d'Épernon, à dix kilomètres au sud.

#### Bus
La commune est desservie par les lignes 20 et Express 60 du réseau de bus Centre et Sud Yvelines.

### Climat
Pour des articles plus généraux, voir Climat de l'Île-de-France et Climat des Yvelines.
En 2010, le climat de la commune est de type climat océanique dégradé des plaines du Centre et du Nord, selon une étude du CNRS s'appuyant sur une série de données couvrant la période 1971-2000. En 2020, Météo-France publie une typologie des climats de la France métropolitaine dans laquelle la commune est dans une zone de transition entre le climat océanique et le climat océanique altéré et est dans la région climatique Sud-ouest du bassin Parisien, caractérisée par une faible pluviométrie, notamment au printemps (120 à 150 mm) et un hiver froid (3,5 °C).
Pour la période 1971-2000, la température annuelle moyenne est de 10,5 °C, avec une amplitude thermique annuelle de 14,3 °C. Le cumul annuel moyen de précipitations est de 641 mm, avec 10,9 jours de précipitations en janvier et 7,9 jours en juillet. Pour la période 1991-2020, la température moyenne annuelle observée sur la station météorologique la plus proche, située sur la commune de Saint-Léger-en-Yvelines à 10 km à vol d'oiseau, est de 11,0 °C et le cumul annuel moyen de précipitations est de 706,3 mm,. Pour l'avenir, les paramètres climatiques de la commune estimés pour 2050 selon différents scénarios d'émission de gaz à effet de serre sont consultables sur un site dédié publié par Météo-France en novembre 2022.

## Urbanisme

### Typologie
Au 1er janvier 2024, La Boissière-École est catégorisée commune rurale à habitat dispersé, selon la nouvelle grille communale de densité à sept niveaux définie par l'Insee en 2022.
Elle est située hors unité urbaine. Par ailleurs la commune fait partie de l'aire d'attraction de Paris, dont elle est une commune de la couronne,. Cette aire regroupe 1 929 communes,.

### Occupation des solssimplifiée
Le territoire de la commune se compose en 2017 de 93,56 % d'espaces agricoles, forestiers et naturels, 3,51 % d'espaces ouverts artificialisés et 2,93 % d'espaces construits artificialisés.

### Occupation des sols détaillée
Le tableau ci-dessous présente l'occupation des sols de la commune en 2018, telle qu'elle ressort de la base de données européenne d’occupation biophysique des sols Corine Land Cover (CLC).
| Type d’occupation                             | Pourcentage | Superficie (en hectares) |
| --------------------------------------------- | ----------- | ------------------------ |
| Tissu urbain discontinu                       | 4,2 %       | 106                      |
| Terres arables hors périmètres d'irrigation   | 22,7 %      | 579                      |
| Prairies et autres surfaces toujours en herbe | 1,8 %       | 47                       |
| Systèmes culturaux et parcellaires complexes  | 1,3 %       | 33                       |
| Forêts de feuillus                            | 49,6 %      | 1267                     |
| Forêts de conifères                           | 13,0 %      | 333                      |
| Forêts mélangées                              | 6,6 %       | 169                      |
| Forêt et végétation arbustive en mutation     | 0,7 %       | 19                       |
| Source : Corine Land Cover                    |             |                          |

## Toponymie
Le nom de la localité est attesté sous la forme Buxoria vers 1033.
L’origine de Boissières viendrait du latin « buxus » - bouis, buis - qui désigne à la fois l’arbuste toujours vert et sous des formes dérivées comme « buxea » - boisse, buisse - et « buxio » - buisson- des espèces végétales touffues et de petites tailles.
La réunion du mot « École » au nom de « la Boissière » est due à la création, par le commandant Hériot en 1886, d'un orphelinat militaire pour les enfants de troupe.

## Histoire
La Boissière était au Moyen Âge un fief de la châtellenie de Saint-Léger. La Haute-Boissière et la Basse-Boissière ont appartenu à différentes familles, dont les Malebranche à partir de 1715. Par son mariage avec Marie-Catherine de Malebranche (1759-1781), le capitaine de dragons Claude Jacques Marie Le Gras, seigneur de Bercagny (1748-1801) devint propriétaire du domaine et du château de La Boissière. Son arrière-petit-fils Gaston Le Gras de La Boissière (1836-1924) en vendit une part importante en 1879 au philanthrope Olympe Hériot, qui fonda en 1866 un orphelinat militaire dans le parc.

## Politique et administration

### Liste des maires
| Période                                  | Période  | Identité               | Étiquette | Qualité |
| ---------------------------------------- | -------- | ---------------------- | --------- | ------- |
| Les données manquantes sont à compléter. |          |                        |           |         |
| 1996                                     | En cours | Anne-Françoise Gaillot |           |         |

## Population et société

### Démographie

#### Évolution démographique
L'évolution du nombre d'habitants est connue à travers les recensements de la population effectués dans la commune depuis 1793. Pour les communes de moins de 10 000 habitants, une enquête de recensement portant sur toute la population est réalisée tous les cinq ans, les populations de référence des années intermédiaires étant quant à elles estimées par interpolation ou extrapolation. Pour la commune, le premier recensement exhaustif entrant dans le cadre du nouveau dispositif a été réalisé en 2004.

En 2022, la commune comptait 748 habitants, en évolution de −3,23 % par rapport à 2016 (Yvelines : +2,72 %, France hors Mayotte : +2,11 %).
| 1793 | 1800 | 1806 | 1821 | 1831 | 1836 | 1841 | 1846 | 1851 |
| ---- | ---- | ---- | ---- | ---- | ---- | ---- | ---- | ---- |
| 402  | 478  | 511  | 391  | 571  | 582  | 582  | 648  | 640  |

| 1856 | 1861 | 1866 | 1872 | 1876 | 1881 | 1886 | 1891 | 1896 |
| ---- | ---- | ---- | ---- | ---- | ---- | ---- | ---- | ---- |
| 616  | 618  | 608  | 553  | 572  | 577  | 635  | 853  | 813  |

| 1901 | 1906 | 1911 | 1921 | 1926 | 1931 | 1936 | 1946 | 1954 |
| ---- | ---- | ---- | ---- | ---- | ---- | ---- | ---- | ---- |
| 735  | 686  | 733  | 867  | 756  | 750  | 765  | 739  | 796  |

| 1962 | 1968 | 1975 | 1982 | 1990 | 1999 | 2004 | 2006 | 2009 |
| ---- | ---- | ---- | ---- | ---- | ---- | ---- | ---- | ---- |
| 446  | 412  | 461  | 528  | 655  | 725  | 755  | 771  | 766  |

| 2014 | 2019 | 2022 | - | - | - | - | - | - |
| ---- | ---- | ---- | - | - | - | - | - | - |
| 761  | 752  | 748  | - | - | - | - | - | - |

#### Pyramide des âges
En 2018, le taux de personnes d'un âge inférieur à 30 ans s'élève à 35,3 %, soit en dessous de la moyenne départementale (38,0 %). De même, le taux de personnes d'âge supérieur à 60 ans est de 19,7 % la même année, alors qu'il est de 21,7 % au niveau départemental.
En 2018, la commune comptait 386 hommes pour 373 femmes, soit un taux de 50,86 % d'hommes, largement supérieur au taux départemental (48,68 %).
Les pyramides des âges de la commune et du département s'établissent comme suit.
| Hommes | Classe d’âge | Femmes |
| ------ | ------------ | ------ |
| 0,5    | 90 ou +      | 0,3    |
| 4,7    | 75-89 ans    | 4,6    |
| 14,1   | 60-74 ans    | 15,1   |
| 24,9   | 45-59 ans    | 23,0   |
| 20,2   | 30-44 ans    | 21,9   |
| 13,6   | 15-29 ans    | 15,7   |
| 22,0   | 0-14 ans     | 19,5   |

| Hommes | Classe d’âge | Femmes |
| ------ | ------------ | ------ |
| 0,6    | 90 ou +      | 1,4    |
| 6      | 75-89 ans    | 7,8    |
| 13,5   | 60-74 ans    | 14,8   |
| 20,7   | 45-59 ans    | 20,1   |
| 19,6   | 30-44 ans    | 19,9   |
| 18,5   | 15-29 ans    | 16,8   |
| 21,2   | 0-14 ans     | 19,2   |

## Économie

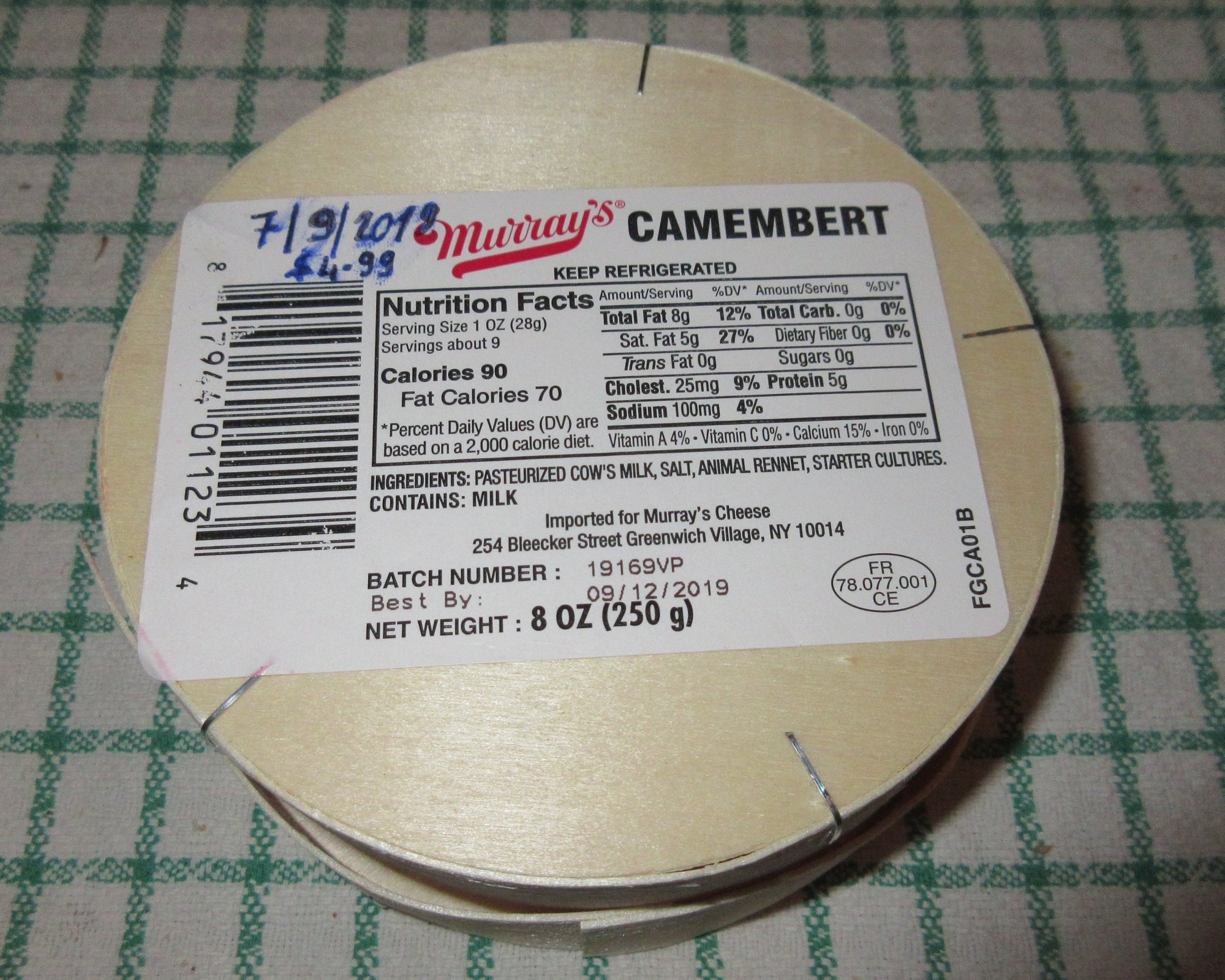
Camembert Murray's produit par la ferme La Tremblay à La Boissière : FR 78-077-001 CE.

- Plusieurs centres équestres[réf. nécessaire].
- La ferme de la Tremblaye[22] a un troupeau de 150 vaches laitières et de 350 chèvres, ainsi qu'un digesteur de méthanisation[23]. Elle produit des fromages fermiers au lait de vache et au lait de chèvre, qui portent l'estampille sanitaire : FR 78.077.001, dont des camemberts qui sont vendus aux États-Unis sous la marque Murray's (en).

## Culture locale et patrimoine

### Lieux et monuments
- Le château de La Boissière, construit entre 1853 et 1857 en style Louis XIII pour le baron Le Gras de La Boissière et agrandi vers 1890 pour le commandant Olympe Hériot par l'architecte Georges Tersling.

Certaines scènes de Graziella, film français réalisé par Mehdi Charef, ont été tournées dans ce château.
- L'École régionale du premier degré (ERPD) Olympe-Hériot destinée, à l'origine, en 1886, à accueillir des enfants de troupe âgés de cinq à treize ans, est dorénavant un internat public à but pédagogique.
- L'église Saint-Barthélémy reconstruite en 1892 par Charles Trubert et en 1894 pour la sacristie, à l'emplacement d'une ancienne église donnée à l'abbaye parisienne de Saint-Magloire par Hugues Capet et détruite par un incendie en 1888[24].

L'église est ornée de vitraux dont au moins quatre ont été réalisés par les ateliers Lorin de Chartres : le vitrail du Calvaire en 1896 (baie 12), les vitraux représentant saint Hubert de Liège, sainte Geneviève de Paris et sainte Jeanne d'Arc par Charles Lorin en 1912 et 1917 (baies 11, 13 et 14).

L'église Saint-Barthélémy
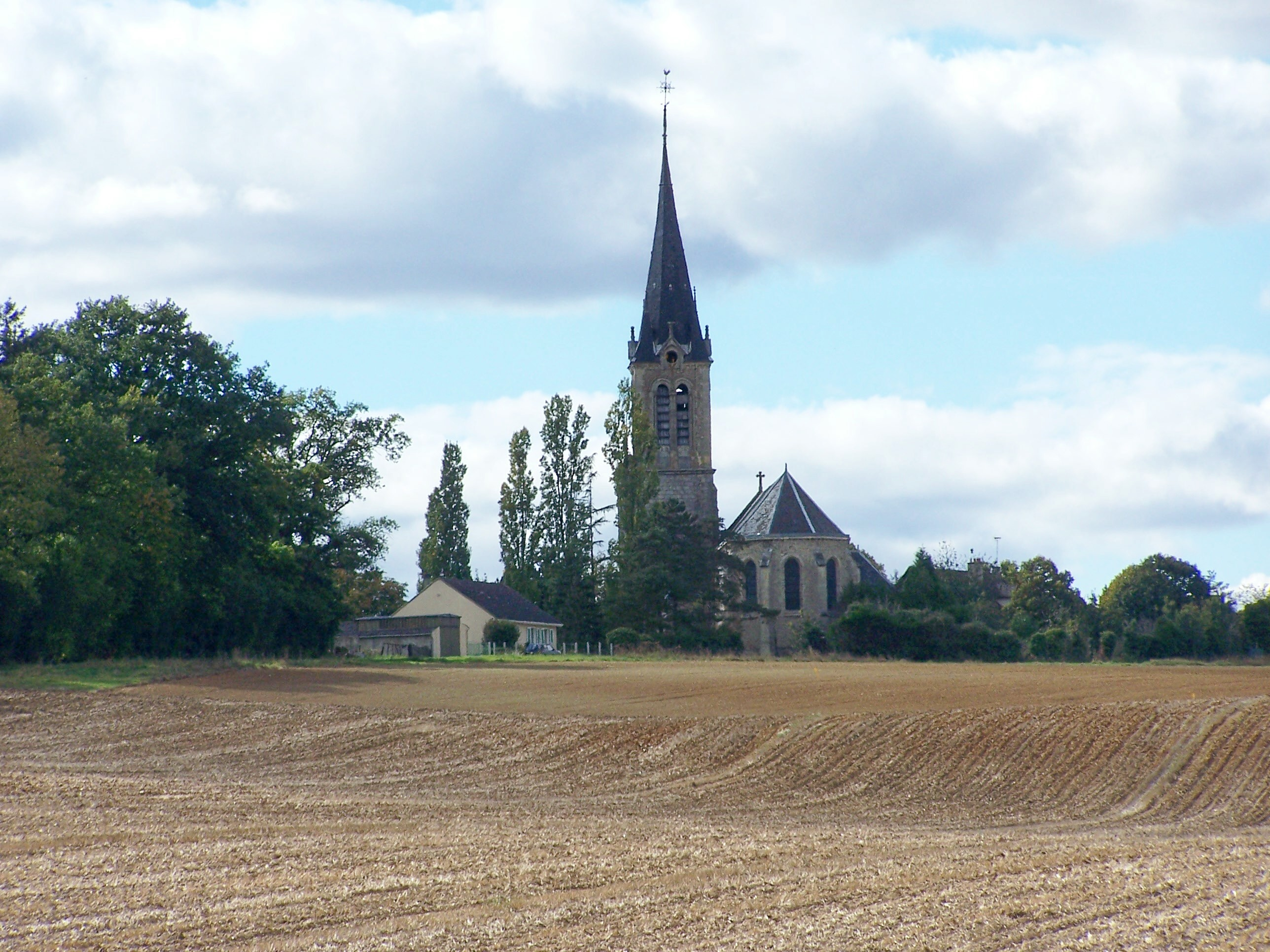
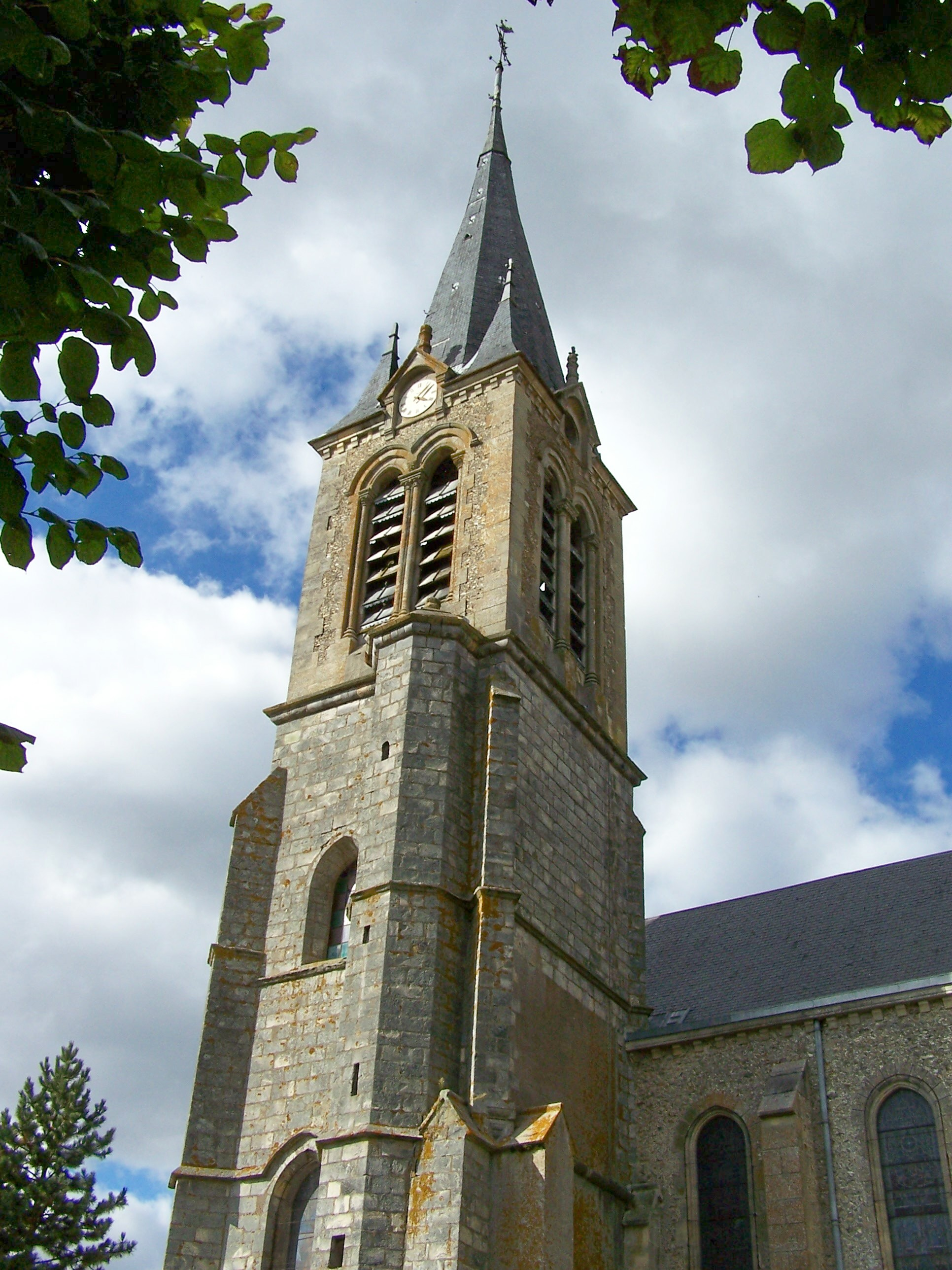
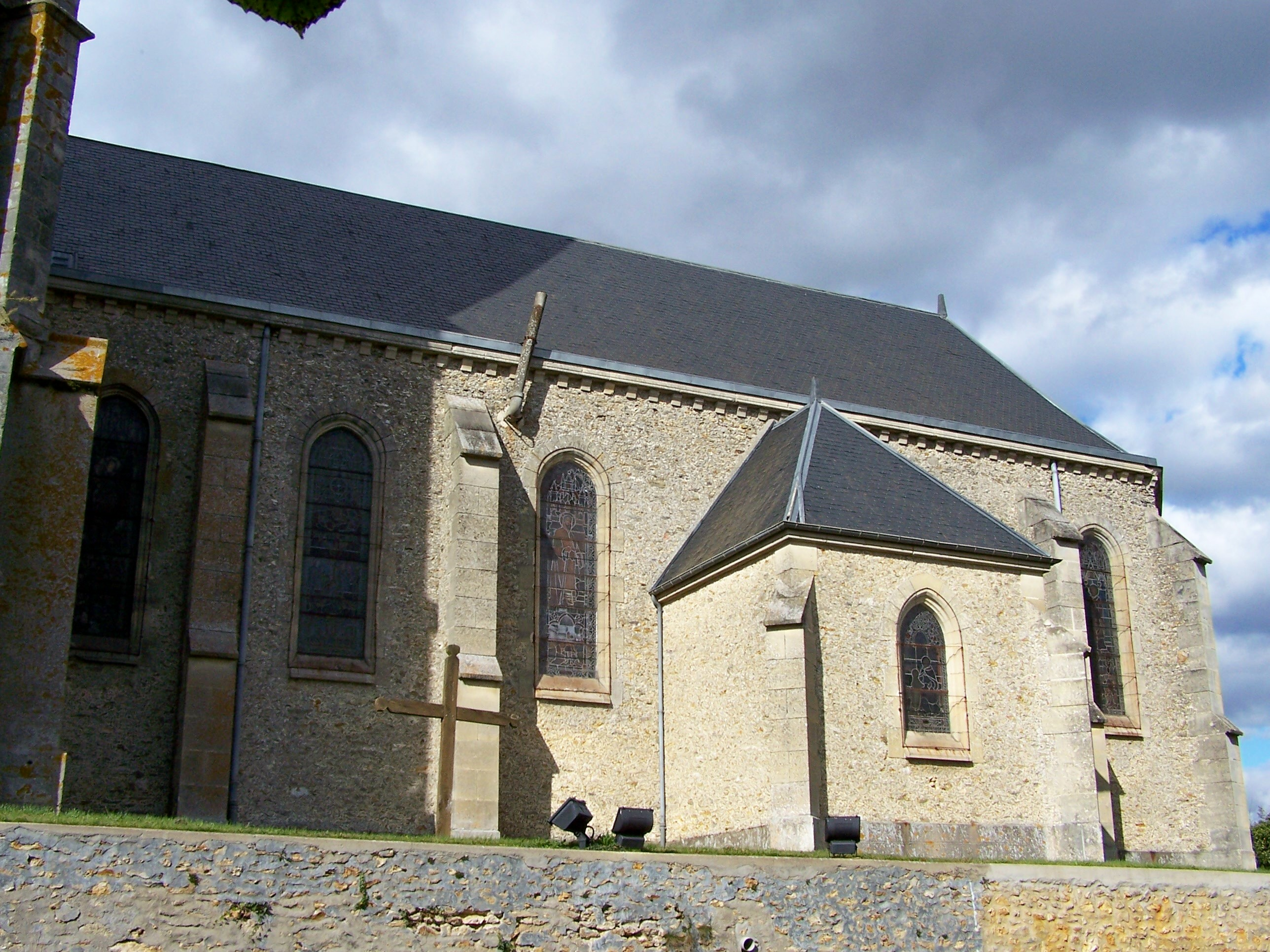
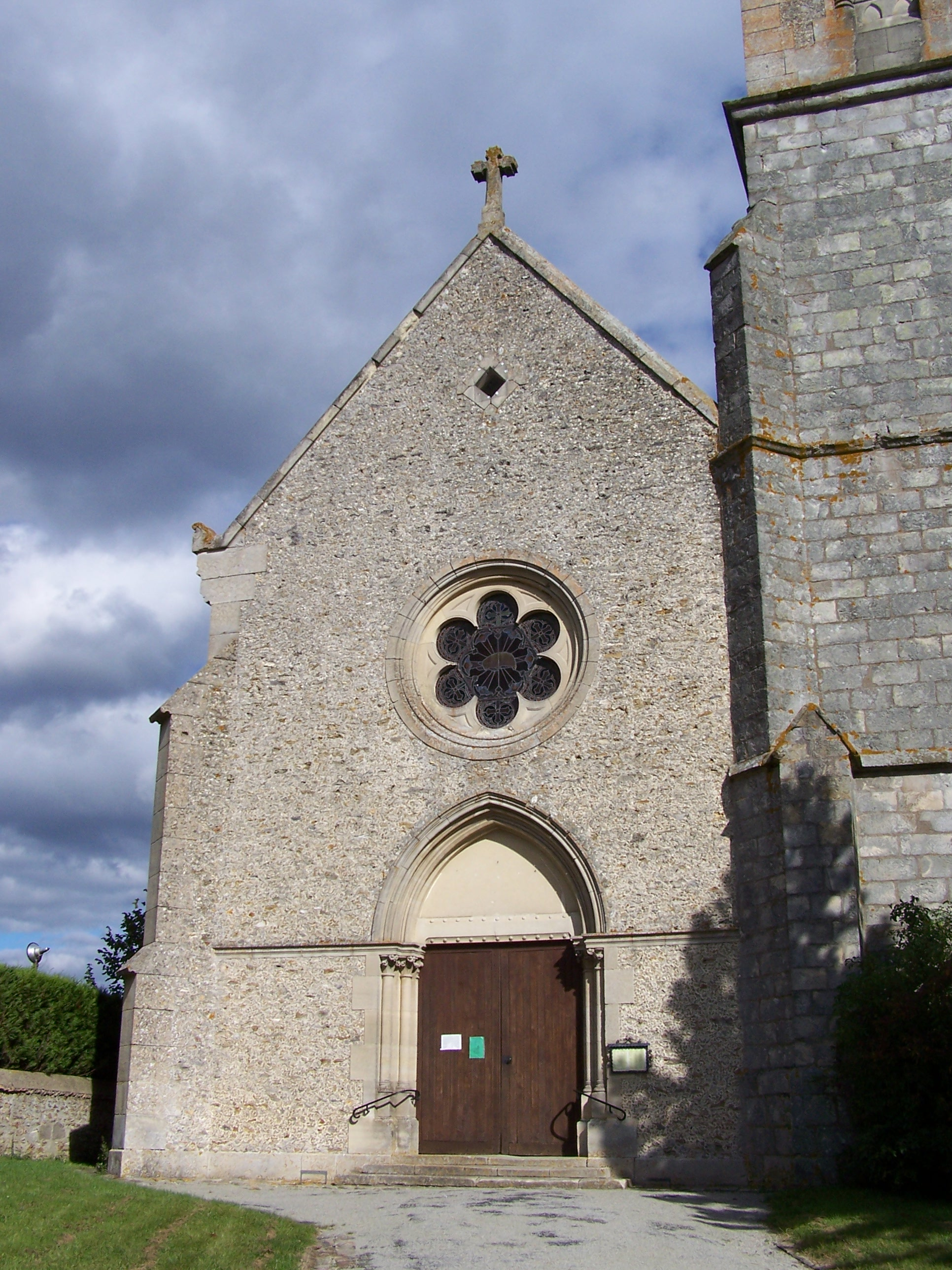

- La chapelle funéraire de la famille Hériot, dite également mausolée Hériot, au cimetière du village, a été construite en 1901 par l'architecte C. Lemaire ; les groupes sculptés de l'extérieur sont d'Alfred Boucher et les chapiteaux, colonnettes, frise et médaillons représentant le silence éternel et la douleur sont de Louis Holweck ; la chapelle a été classée monument historique en 1986[27].

### Héraldique
| Blason de La Boissière-École | Blason  | Parti de gueules et d'or.                        |
| Blason de La Boissière-École | Détails | Le statut officiel du blason reste à déterminer. |